# Colochirus propinquus
Colochirus propinquus, nomen dubium, is mogelijk een zeekomkommer uit de familie Cucumariidae.
De wetenschappelijke naam van de soort werd in 1880 gepubliceerd door Haacke.